# Bofors 20 mm automatkanon m/45
20 mm automatkanon m/45, förkortat 20 mm akan m/45, var en svensktillverkad automatkanon konstruerad och utvecklad under 1940-talet av Bofors för användning på stridsflygplan. Vapnet kom att användas på det svenska stridsflygplanet Saab 21A-1 och det svenska pansarskyttefordonet pbv 301. 
Efter att vapnet gått i bruk med beteckningen m/45 kom Bofors att vidareutveckla vapnet för att bland annat öka eldhastigheten. Denna version antogs av det svenska flygvapnet under beteckningen 20 mm automatkanon m/49 och användes på A 32A Lansen. 

## Namn
I svenska Försvarsmakten betecknades vapnet som 20 mm automatkanon m/45. Bofors kallade vapnet 20 mm automatkanon L/70 (engelska: 20 mm automatic gun L/70) för exportmarknaden.
Vapnet delar även beteckning med 12,7 mm automatkanon m/45, den svenska beteckningen för de amerikanska 12,7 mm AN-M2 tunga kulsprutor som satt i J 26 och skrivs därför alltid med kalibern framför.

## Historia

### Utveckling
Kanonen började utvecklas under tidigt 1940-tal på en begäran från det svenska flygvapnet som ville ha en bandmatad automatkanon i 20 mm kaliber för jaktflygplan. Existerande 20 mm automatkanoner i det svenska flygvapnet vid denna tidpunkt vad magasinmatade och hade en rad problem med dem som gjorde dem oönskade som flygplansbeväpning.
De kanoner som fanns tillgängliga var 20 mm akan m/40 och 20 mm akan m/41. Båda vapnen använde trummagasin, varav magasinet för m/40 höll 36 patroner medan magasinet för m/41 höll 60 patroner. Detta var för lite ammunition för moderna jaktuppdrag och eftersom flygvapnet letade efter fast beväpning skulle det inte vara möjligt att ladda om vapnet under flygning utan att specialkonstruera flygplan med denna möjlighet.
Andra problem med vapnen var deras eldhastighet, 20 mm akan m/40 hade en eldhastighet om endast 360 skott/minut. Med dess låga ammunitionsmängd resulterade detta i enbart 6 sekunder av potentiell eldgivning. Samma problem gällde 20 mm akan m/41 som hade en eldhastighet om 750 skott/minut, vilket var mycket bättre än 20 mm akan m/40 men gav enbart 5 sekunder av potentiell eldgivning på grund av dess låga ammunitionsmängd. Den var dessutom opålitlig och kunde få eldavbrott efter bara ett par sekunders eld, vilket resulterade i en hård rekylknuff som kunde få piloten att tappa fienden ur sikte.
Flygvapnet och Saab hade tittat på lösningar för dessa problem och en sådan var att använda automatkanonerna från större stridsflygplan som till exempel Saab 24 där piloten eller signalisten hade tillgång till dem under flygning och därför kunde byta magasin och åtgärda eldavbrott. På mindre jaktplan som till exempel Saab 21 skulle automatkanonen backas upp av bandmatade kulsprutor eller mindre automatkanoner som 13,2 mm akan m/39. Dock var dessa lösningar inte optimala. 
Uppdraget för utvecklingen av den nya automatkanonen gavs till Bofors då de hade bäst kapacitet att konstruera en ny automatkanon. Kraven för den nya automatkanonen var att den skulle använda bandmatning och vara avsedd för patron m/41 då denna patron redan användes och tillverkades i stor skala i Sverige. Dessutom trodde man även på framtida användning då denna patron användes av de allierade vilket skulle göra det möjligt att köpa in massvis med överskottsammunition om de allierade skulle vinna.
Utvecklingen av den nya kanonen tog mycket längre tid än väntat och kanonen kom inte i tjänst förrän 1945 när andra världskriget var över.

### Tjänst i flygvapnet
20 mm akan m/45 kom bara att se tjänst på flygplanet Saab 21 och 21R på grund av att flygvapnet 1946 köpte in det brittiska jaktplanet de Havilland Vampire som använde automatkanonerna 20 mm Hispano Mk.II och Mk.V. Dessa var likvärdiga med 20 mm akan m/45 och avfyrade samma ammunition. Efter kriget fanns dessa vapen i överskott och man valde då att för framtida svenska flygplan köpa in dessa billiga överskottsvapen istället för den dyrare nyutvecklade svenska boforskonstruktionen.
Efter framtagandet av 20 mm akan m/45 vidareutvecklades vapnet av Bofors till Bofors 20 mm automatkanon m/49 som kom att se tjänst på A 32A Lansen. 

### Tjänst i armén

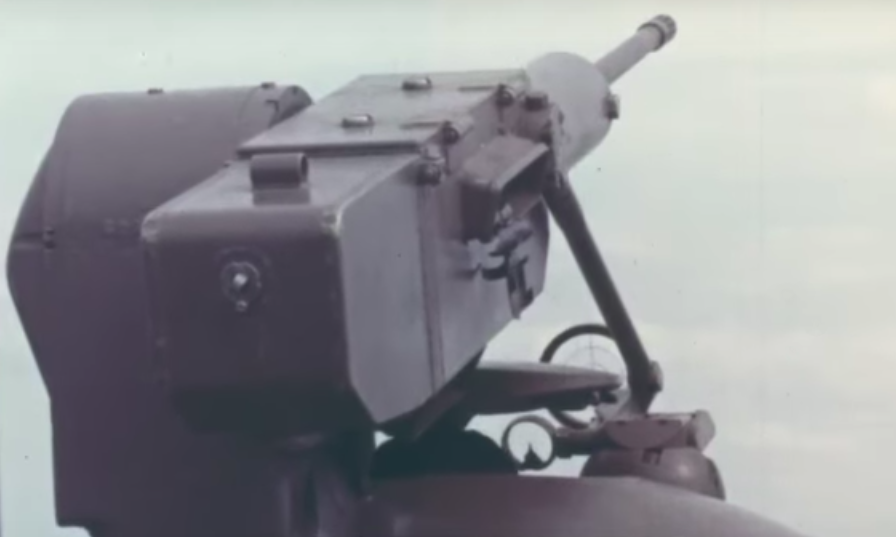
En 20 mm akan m/45B Bofors i observationshuven på ett pbv 301 pansarskyttefordon.

När 20 mm akan m/45 utgick ur flygvapnet år 1957 köpte Bofors upp alla vapen för framtida användning. Vapnen kom att återaktiveras igen runt 1960 när man hade utvecklat pansarbandvagn 301. För pbv 301 utvecklade Bofors en pansrad observationshuv där man monterat en 20 mm akan m/45 i en ovanpålagrad lavett som kunde avfyras inifrån huven. I denna konfiguration sänkte man eldhastigheten på 20 mm akan m/45 till 300 skott per minut för att minska risken för överhettning på marken. Detta var nödvändigt då vapnet var konstruerat för att kylas av den kalla motströmmande luften under flygning i ett stridsflygplan. I denna konfiguration benämndes vapnen 20 mm akan m/45 B.
Bofors försökte även exportera dessa observationshuvar då de lätt kunde monteras på en hel del olika fordon.
Ombord på pbv 301 var 20 mm akan m/45B ämnad att bekämpa allt från fientligt infanteri till lätt pansrade fordon och flygfarkoster. Pbv 301 kom att utgå ur krigsorganisation efter bara 10 år (1961 till 1971), vartefter även 20 mm akan m/45 utgick.

## Varianter
- 20 mm automatkanon m/45 - Flygplansvariant som bara kom att användas på Saab 21 och 21R.
- 20 mm automatkanon m/45B - Markfordonsvariant som bara kom att användas på Pbv 301.